# Фролов, Борис Борисович
Борис Борисович Фролов (род. 9 января 1947) — советский хоккеист, нападающий. Мастер спорта СССР. Тренер.

## Биография
Воспитанник пермского «Молота». Всю карьеру — 16 сезонов (1965/66 — 1980/81) — провёл в «Молоте» во втором по силе эшелоне советского хоккея. Забросил 362 шайбы, был капитаном команды.
С апреля 1983 по 30 октября 1984 — старший тренер «Молота».